# Razsocha
Razsocha (bułg. Разсоха) – wieś w Bułgarii, w obwodzie Wielkie Tyrnowo, w gminie Złatarica. W 2024 roku liczyła 43 mieszkańców.